# Banana Pi

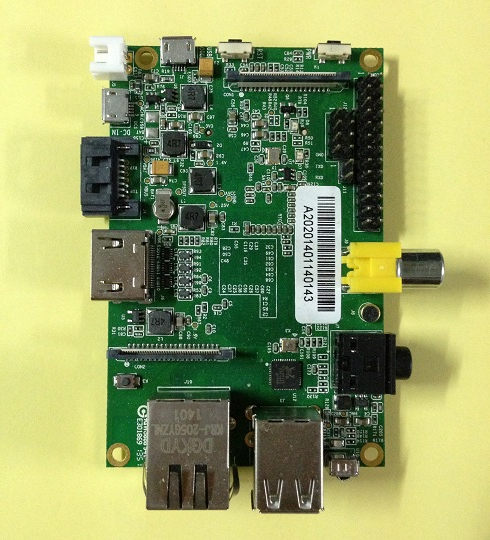
Banana Pi

Banana Pi es una computadora de una sola placa de la iniciativa educativa china Lemaker.org. Salió a la venta en marzo de 2014. Como sistemas operativos se pueden utilizar Android, Ubuntu, Arch Linux, Debian, FreeBSD, Raspbian y otros. Su procesador es un ARM Cortex-A7 con dos núcleos en un Allwinner A20. En este sistema de un solo chip (SoC), los núcleos del procesador se combinan con un procesador gráfico Mali 400.
Aunque Banana Pi se parece a Raspberry Pi por su nombre, la ubicación de los conectores y el tamaño, no hay conexiones entre Lemaker.org y Raspberry Pi Foundation.
Banana Pi también es de código abierto (del inglés: open source) y se puede utilizar como plataforma para implementar sus propios proyectos.

## Funciones
La fuente de alimentación está gestionada por un AXP209 y puede suministrar Banana Pi hasta 1,6 A. Un disco duro externo de 2,5″ puede funcionar sin una fuente de alimentación adicional; en ese caso, debe utilizarse una fuente de alimentación de al menos 2,5 A.
Al igual que la Cubieboard2, Banana Pi también utiliza el Allwinner A20 como SoC. El kernel Linux del Cubieboard puede ser utilizado en el Banana Pi con algunas modificaciones.
Banana Pi tiene algunas entradas y salidas más que Raspberry Pi: puerto SATA, entrada de micrófono y receptor infrarrojo.

## Historia
En octubre de 2014, se lanzó una versión más extensa, Banana Pro. Tiene una ranura para tarjetas micro SD en lugar de la ranura para tarjetas SD, un conector GPIO con 40 polos en vez de 26 y un módulo WLAN integrado[cita requerida]. Mientras que Banana Pi se enfoca en la compatibilidad con los modelos A y B de Raspberry Pi, Banana Pro con su conector GPIO de 40 polos funciona en base a los modelos A+ y B+ de Raspberry Pi.
También en octubre de 2014 se presentó el BPi-R1 (Banana Pi Router)[cita requerida]. También tiene un conmutador de red de 4 puertos integrado y la opción de montar un disco duro SATA de 2,5″ directamente.
Banana Pi M2 se basa en un SOC de cuatro núcleos A31s se lanzó en 2015[cita requerida] y ofrece 4 puertos USB, pero prescinde de la conexión SATA.
En 2016, se lanzó Banana Pi M2+. Esta versión está basada en un SOC de cuatro núcleos H3 y ofrece 2 puertos USB, pero prescinde de la conexión SATA.
LeMaker es, según su propia información, el fabricante "oficial" de Banana Pi M1 y Banana Pro. Sinovoip es el fabricante de Banana Pi M2 y de BPi-R1. Es muy confuso para muchos usuarios quién es realmente el fabricante "correcto" o "real", ya que también hay Banana Pi M1 de Sinovoip[cita requerida].

## Sistemas operativos disponibles
- Armbian (basado en Debian)
- Bananian Linux (basado en Debian 7/8; Linux kernel 3.4.111/4.4.7, ya no está desarrollado) [cita requerida]
- Debian para Banana Pi (Linux kernel 3.4.107 y línea principal)
- Android 4.2.2 para Banana Pi y R1 (núcleo de Linux 3.4.39+)
- ArchLinux para Banana Pi (núcleo de Linux 3.4.90)
- Fedora
- FreeBSD
- GentooLinux
- Lubuntu para Banana Pi (núcleo de Linux 3.4.86)
- NetBSD
- OpenMediaVault
- openSUSE para Banana Pi (openSUSE 13.1; kernel de Linux 3.4.90)
- Raspbian para Banana Pi (núcleo de Linux 3.4.90)
- OpenWrt
- OpenADK
- LeMedia ( XBMC )
- Distribución MiniDVBLinux (MLD)
- IP Fire

## Dispositivos similares
- Arduino
- BeagleBoard
- Cubieboard
- DragonBoard 410c[3]
- Ethernut
- Intel Galileo
- Orange Pi
- PandaBoard
- Rapsberry Pi
- Tinkerforge

## Enlaces web
- Banana Pi - sitio web oficial; LeMaker Archivado el 2 de diciembre de 2014 en Wayback Machine.
- Banana Pi - sitio web oficial; Sinovoip